# Unión de Juventudes Maoístas
La Unión de Juventudes Maoístas (UJM) fue una organización política española de la época de la transición a la democracia tras la dictadura franquista, fundada como el ala juvenil de la Organización Revolucionaria de Trabajadores (ORT) en 1975.
En marzo de 1975, la ORT emitió una declaración denominada Una llamada a la juventud revolucionaria. La UJM se fundó en una conferencia el 29 de noviembre de 1975 y se eligió a Faustino Bosquet Villaescusa como su secretario general en julio de 1976. En el mismo mes, la organización participó en la fundación de la Plataforma Democrática de Fuerzas de Juventud Política (junto con las Juventudes Socialistas, Unión de Juventudes Comunistas de España y la Joven Guardia Roja).
El 22 de febrero de 1977, la UJM solicitó al gobierno su legalización. La apelación fue presentada por Pedro Izquierdo y Fernando Casanova. También reclamó que una Carta de Juventud debía incluirse en la nueva constitución española . Publicó el boletín Forja Comunista  en enero de 1976  y la revista El Joven Maoista en 1977. Los días 7 y 8 de enero de 1978, celebró su primer congreso en el Estadio de Vallehermoso en Madrid. En esa ocasión se seleccionó un Comité Central y Bosquet fue reelecto secretario general. Además, rechazó los Pactos de la Moncloa, instó a apoyar al Sindicato Unitario y declaró su no participación en el Festival Mundial de la Juventud y los Estudiantes en La Habana. En una de sus declaraciones, indicó que el imperialismo norteamericano y el socialimperialismo ruso eran «jurados enemigos de la soberanía y libertad de los pueblos», lo que amenazaba las personas con el riesgo de una nueva guerra mundial.
En febrero de 1978, firmó conjuntamente una apelación contra el decreto ley emitido por el gobierno sobre asociaciones juveniles. Otros firmantes incluyeron Juventudes Socialistas, Unión de Juventudes Comunistas de España y Nuevas Generaciones. Hizo campaña por el «Sí» en el referéndum para la ratificación de la Constitución de 1978 y, en la primavera de 1979, su oficina en Madrid fue blanco de dos ocasiones de ataques con cócteles molotov. Llevó a cabo su segundo congreso en abril de 1980.
En 1979 la ORT y el PTE se unificaron en el Partido de los Trabajadores (PTE-ORT), que en 1980 se disolvió. La mayoría de sus afiliados se integraron en diferentes partidos políticos, como el Partido Comunista de los Pueblos de España, Partido Comunista de España, Izquierda Unida, o en diferentes organizaciones sociales. Tanto la Unión de Juventudes Maoístas (UJM) como la Joven Guardia Roja, como organizaciones juveniles de estos partidos, se disolvieron en este año.